# Citroen ë-C3
A Citroën ë-C3 egy elektromos autó, amelyet a francia Citroën autógyártó gyárt. Az autó a Dacia Spring után a második legolcsóbb teljes értékű elektromos autó volt bemutatkozása során, és 2024 eleje óta rendelhető.

## Műszaki adatok
Adatok az EV 44 kWh-s változat esetében.

### Szállítás
Az autó öt ülést kínál, és 310 literes normál csomagtérrel rendelkezik. Az autó felszerelhető vonóhoroggal, amely 550 kg-ig vontatható. A maximális függőleges orrsúly 61 kg.

### Akkumulátor és hatótáv
45 kWh kapacitású vontatási akkumulátor van az autóban, amely 320 km-es WLTP szerinti hatótávolságot tesz lehetővé.

### Feltölteni
Az autó akkumulátora alapkivitelben 7,2kW-os AC töltés tud, de felár esetében 11 kW-os töltési kapacitású Type 2 csatlakozón keresztül tölthető 3 fázisú 16 használatával amper, ami 0-ról 4 óra 45 perc alatt veszi fel az autót %-tól 100%-ra betölthető. CCS-csatlakozással rendelkező gyorstöltő használata esetén 100 kW-os töltési sebesség érhető el, ami 32 perc alatt képes feltölteni az autót autót 10%-ról 80%-ra, ami 340 km/órás gyorstöltési sebességet jelent.

### Teljesítmény
Az elektromos hajtáslánc 83 kW (113 LE) összteljesítményt és 120 Nm nyomatékot ad le, ami 11 másodperc alatt gyorsítja fel az autót 0-ról 100 km/órára. A maximális sebessége 135 km/óra.

## Fordítás
Ez a szócikk részben vagy egészben  a   Citroen ë-C3 című holland Wikipédia-szócikk ezen változatának fordításán alapul.  Az eredeti cikk szerkesztőit annak laptörténete sorolja fel. Ez a jelzés csupán a megfogalmazás eredetét és a szerzői jogokat jelzi, nem szolgál a cikkben szereplő információk forrásmegjelöléseként.